# Arp 272
Arp 272 ist ein interagierendes Galaxienpaar im Sternbild Herkules, welches etwa 475 Millionen Lichtjahre von der Milchstraße entfernt ist. Seine Komponenten tragen die Katalogbezeichnungen NGC 6050 und IC 1179.
Halton Arp gliederte seinen Katalog ungewöhnlicher Galaxien nach rein morphologischen Kriterien in Gruppen. Dieses Galaxienpaar gehört zu der Klasse Doppelgalaxien mit verbundenen Armen.
NGC 6050 wurde am 27. Juni 1886 vom US-amerikanischen Astronomen Lewis A. Swift entdeckt.